# Sweet Sacrifice
"Sweet Sacrifice" är en låt av det amerikanska rockbandet Evanescence, utgiven som den tredje singeln från albumet The Open Door den 25 maj 2007. Den skrevs av sångerskan Amy Lee och gitarristen Terry Balsamo. Enligt Lee har låten en starkare ståndpunkt än de på albumet Fallen; "It's not saying 'I'm trapped in fear and somebody save me.' It's saying, 'Fear is only in our minds ... I'm not afraid anymore.'", säger hon i en intervju med VH1.
Till skillnad från deras tidigare singlar blev inte försäljningen i Europa lyckad då den aldrig låg med på några av ländernas singellistor. Trots att man gav ut singeln som både enkel- och maxisingel är båda dessa sällsynta. "Sweet Sacrifice" är en spelbar låt i tv-spelet Guitar Hero On Tour: Modern Hits.

## Musikvideo
Musikvideon till låten regisserades av den amerikanska videoproducenten P. R. Brown och filmades i Burbank, Kalifornien mellan 9 och 10 mars 2007. Den läckte ut på Internet den 4 april samma år medan premiärvisningen kom att bli dagen efter på Yahoo! Music. Evanescence fanclub anordnade även en tävling där två vinnare fick närvara och se på inspelningen av videon.
Under en intervju med MTV News sa Lee:
| ” | It's mostly live performance. It's not so much fluff and flying and tricks and wolves and stuff. It's more really just about the song, and that is unique for us. We usually do crazy stuff. It's gonna be sort of like a video within the video. Since the song is our heaviest single, we really wanted to focus on mostly performance but still have something about it that's really unique. And I think [Paul] really hit the nail on the head. | „ |

## Låtlista
- Alla låtar skrivna av Amy Lee och Terry Balsamo

Enkel-CD (Wind-Up; 88697088592)
1. "Sweet Sacrifice" (Album Version) – 3:05
2. "Weight of the World" (Live from Tokyo) – 3:44

Maxisingel (Wind-Up; 88697088612)
1. "Sweet Sacrifice" (Album Version) – 3:05
2. "Weight of the World" (Live from Tokyo) – 3:44
3. "Sweet Sacrifice" (Radio Mix) – 3:03
4. "Interview with Amy Lee and Troy McLawhorn" – 5:07

## Medverkande
- Amy Lee – sång, piano
- Terry Balsamo – sologitarr
- Troy McLawhorn – kompgitarr, tillagd programmering
- Tim McCord – bas
- Will Hunt – trummor

## Listplacering
| Lista (2007)                           | Topplacering |
| -------------------------------------- | ------------ |
| Portugal                               | 24           |
| Turkiet                                | 11           |
| Tyskland                               | 75           |
| USA (Billboard Mainstream Rock Tracks) | 24           |